# 请帖 (电影)
《请帖》（英語：Rendezvous With Death）是1980年上映的一部香港电影，由孙仲执导，倪匡编剧，汪禹等領銜主演。该电影主要讲述一个人在为王爷送东西的时候，意外的得知了一些其他事情的故事，该作品根据秦红的小说进行改编。

## 劇情簡介
侠士得知如果有人押送神秘箱子往西安，那么他会得到很多的报酬，于是他便杀死了四大杀手，然后找王爷去委托自己来做这件事情。
而在送东西的时候，却有很多人来阻拦，同时在途中也有人暗中帮助，但是实际上这些人却别有目的。
虽说最后侠士得知这个箱子实际上关系到一场叛国计划，不过最后这个侠士还在其他人的努力下，阻止了这场叛乱。

## 演员表
- 罗烈
- 陈观泰
- 谷峰
- 元华
- 刘慧玲
- 詹森
- 罗军
- 林志泰
- 魏添财
- 元彬
- 林秀君
- 汪禹
- 沈劳
- 王龙威

## 其他
- 该电影在当时曾被一些人认为是在炒冷饭。[5]

## 備註
1. ↑  陈墨. . 2005年.
2. ↑  张骏祥, 程季华. . 1995年.
3. ↑  伍宏. . 2008年.
4. ↑  . 1981年.

## 相關連結
- 互联网电影数据库（IMDb）上《请帖》的资料（英文）
- 豆瓣电影上《请帖》的資料 （简体中文）
- 香港影庫上《请帖》的資料（繁體中文）
- 爛番茄上《请帖》的資料（英文）